# Volleybalclub Maaseik
Il Volleybalclub Maaseik è una società pallavolistica maschile belga, con sede a Maaseik: milita nel campionato belga di Liga A.

## Storia
Sorto nel 1960 come Mavoc Maaseik, esordisce nella massima divisione del campionato belga, la Liga A, nel 1975; nel 1986 vince il suo primo trofeo, la Coppa del Belgio.
Nel 1991 vince il primo campionato nazionale, riuscendo peraltro a imporsi anche in Coppa. A partire dal 1995 la squadra concretizza il definitivo salto di qualità che le permette di ottenere grandi successi nel suo paese (nove titoli nazionali su dieci tra il 1995 e il 2004) e di mettersi in luce in Europa: nel 1997 e nel 1999 disputa la finale di Coppa dei Campioni, sconfitta prima dalla Daytona Modena e poi dalla Sisley Treviso. Nel 2008 vince campionato e coppa nazionale e disputa la finale di Coppa CEV; tra il 2009 e il 2016 ottiene altre cinque vittorie in campionato, tre nella coppa nazionale e quattro in supercoppa.

## Palmarès
- Campionato belga: 16

1990-91, 1994-95, 1995-96, 1996-97, 1997-98, 1998-99, 2000-01, 2001-02, 2002-03, 2003-04,
2007-08, 2008-09, 2010-11, 2011-12, 2017-18, 2018-19
- Coppa del Belgio: 14

1985-86, 1990-91, 1996-97, 1997-98, 1998-99, 2000-01, 2001-02, 2002-03, 2003-04, 2006-07,
2007-08, 2008-09, 2009-10, 2011-12
- Supercoppa belga: 14

1995, 1996, 1997, 1998, 1999, 2001, 2002, 2003, 2006, 2008,
2009, 2011, 2012, 2016

## Rosa 2024-2025
| N° | Nome                | Ruolo | Data di nascita   | Nazionalità sportiva |
| -- | ------------------- | ----- | ----------------- | -------------------- |
| 2  | Samuel Fafchamps    | C     | 3 febbraio 2001   | Belgio               |
| 3  | Rens Bogaerts       | O     | 3 maggio 2006     | Belgio               |
| 4  | Renet Vanker        | P     | 22 settembre 1998 | Estonia              |
| 5  | Cody Kessel         | S     | 3 dicembre 1991   | Stati Uniti          |
| 6  | Francisco Iribarne  | S     | 3 luglio 1998     | Spagna               |
| 8  | Thomas Neyens       | L     | 6 agosto 2007     | Belgio               |
| 9  | Andris Širjakovs    | O     | 12 ottobre 2000   | Lituania             |
| 10 | Jolan Cox           | O     | 12 luglio 1991    | Belgio               |
| 11 | Landon Currie       | L     | 16 ottobre 1999   | Canada               |
| 12 | Dawid Pawlun        | P     | 22 maggio 2001    | Polonia              |
| 13 | Tijmen Bus          | S     | 16 dicembre 2006  | Belgio               |
| 14 | Miquel Ángel Fornés | C     | 6 settembre 1993  | Spagna               |
| 18 | Alex Saaremaa       | C     | 18 dicembre 2000  | Estonia              |
| 19 | Pierre Perin        | S     | 20 febbraio 2004  | Belgio               |

## Denominazioni precedenti
- 1960-1985: Mavoc